# Fort-de-France
Fort-de-France (in creolo martinicano: Fodfwans, letteralmente “Forte di Francia”) è un comune francese di 89 890 abitanti, nonché il capoluogo del dipartimento e regione d'oltremare francese della Martinica.

## Storia
La città venne fondata nel 1635 con il nome di cul-de-sac du Fort-Royal, nome che conservò fino al 1672 quando venne chiamata Fort-Royal nel 1807 fu ribattezzata Fort de France da Napoleone Bonaparte. Nel biennio 1793-1794 si chiamò Fort-de-la-République o République-Ville. Capitale amministrativa della Martinica, ospita i principali organismi della regione. Prospiciente alla Savane, un'enorme piazza-giardino, vi è la biblioteca Schoelcher, opera dell'architetto francese Henri Picq. Altre opere di Henri Picq presenti in città sono la cattedrale di Saint-Louis, inaugurata nel 1895, e il mercato coperto. La città ospita anche il Museo Dipartimentale d'Archeologia, con una collezione di oltre 2 000 oggetti ritrovati a Martinica e sulle altre isole dei Caraibi, e il Museo Regionale di storia e di etnografia.

## Sport

### Clubs sportivi
Fort-de-France conta diversi club sportivi: 
- Calcio : 
  - il Club Colonial de Fort-de-France
  - il Golden Star de Fort-de-France
  - il Good Luck de Fort-de-France
  - l'Excelsior
  - l'Intrépide
  - l'UJ Redoute
  - C.O.D.S.T
  - C.O.T.V
  - ASJ Bô Kannal
- Pallamano :
  - L'Espoir de Floréal
  - USC Citron
  - l'UJ Redoute
- Basket :
  - L'USAC
  - Intrépide
  - Golden Star
- Atletica :
  - Mairie Sportive
  - Club Colonial
- Ciclismo : 
  - Union Sportive Foyalaise
- Iole
  - Tremplin's Club de voile les Alizés

### Stadi
Due grandi stadi sono presenti a Fort de France
- Lo Stade de Dillon (16.736 posti)
- Lo Stade Louis-Achille (9.300 posti)

Stadi minori
- Stade Serge Rouch
- Stade Desclieux

Altri:
- Hall des sports Pellière Donatien
- Gymnase du stade Louis Achille

## Amministrazione

### Gemellaggi
- Belém